# 湯姆·法拿根
湯姆·法拿根（英語：Tom Flanagan；1991年10月21日—）是一位北愛爾蘭足球運動員。在場上的位置是後衛。現效力於英甲球隊施鲁斯伯里。他也代表北愛爾蘭國青隊參賽。

## 外部連結
- Tom Flanagan profile at the Milton Keynes Dons website
- 足球数据库：湯姆·法拿根的球员统计数据